# День народных ремёсел в Иране

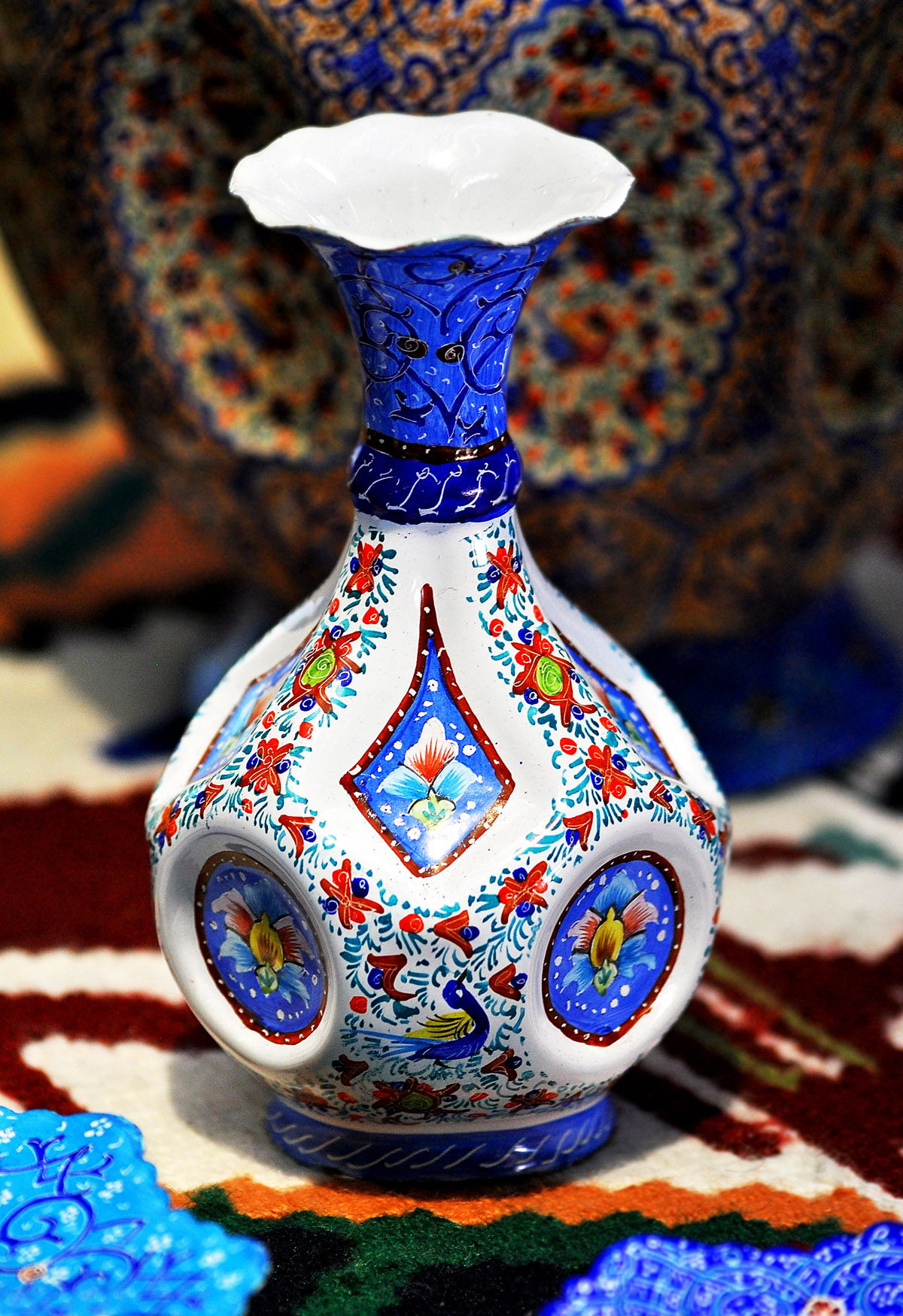
Персидское минакари

День народных ремесел в Иране (перс. روز صنایع دستی‎) — иранский праздник, который ежегодно отмечается 10 июня (20 хордада по иранскому календарю), что совпадает со Всемирным днем народных ремесел.

## История
День народных ремесел был внесен в официальный иранский календарь по предложению Организации по культурному наследию, народным промыслам и туризму Ирана. Правительство придает большое значение проведению Дня народных ремесел в связи с важной ролью народных промыслов Ирана для культуры страны в целом и каждого региона в частности.

## Народные ремесла Ирана
Народные ремесла Ирана практически неисчисляемы; их насчитывается более двухсот. Каждая провинция (остан) известна свои промыслом, зачастую в разных городах провинции одно и то же ремесло осуществляется по-разному. Ниже приведет список наиболее известных народных ремесел Ирана.
Минакари (перс.  میناکاری‎) — искусство нанесения цветной эмали, одно из основных народных ремесел провинции Исфахан. Существует в двух формах: минакари на меди и керамике. Слово «мину» (перс.  مینو‎) пришло из древнеперсидского языка, оно обозначает «рай, небеса», так как в традиционном минакари преобладающий цвет — синий. Это искусство было придумано иранскими мастерами эпохи Сасанидов, а впоследствии оно было распространено монголами на территорию всей Центральной Азии. Минакари обычно используется для украшения ваз, тарелок, ювелирных изделий, подсвечников, а также декоративных элементов дверей и люстр.

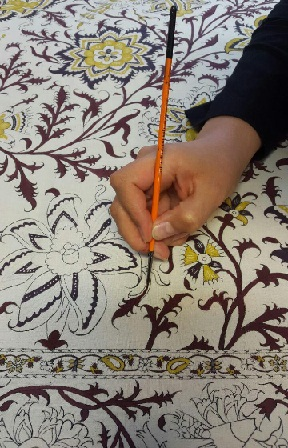
Калямкари

### Калямкари
(перс.  قلمکاری‎) — искусство нанесения рисунка на хлопковую ткань (осуществляется как вручную, так и с помощью специальных печатных штампов). Центром производства калямкари считается провинция Исфахан. В калямкари используются только натуральные красители, а само нанесение цветных элементов происходит в строгой последовательности. Калямкари было изобретено мастерами Исфахана после монгольского нашествия — иранцы познакомились с культурой росписи ткани и на основе монгольской технологии придумали свою. Раньше из такой ткани шили одежду для богатых людей, однако сейчас калямкари чаще всего используется для росписи скатертей.

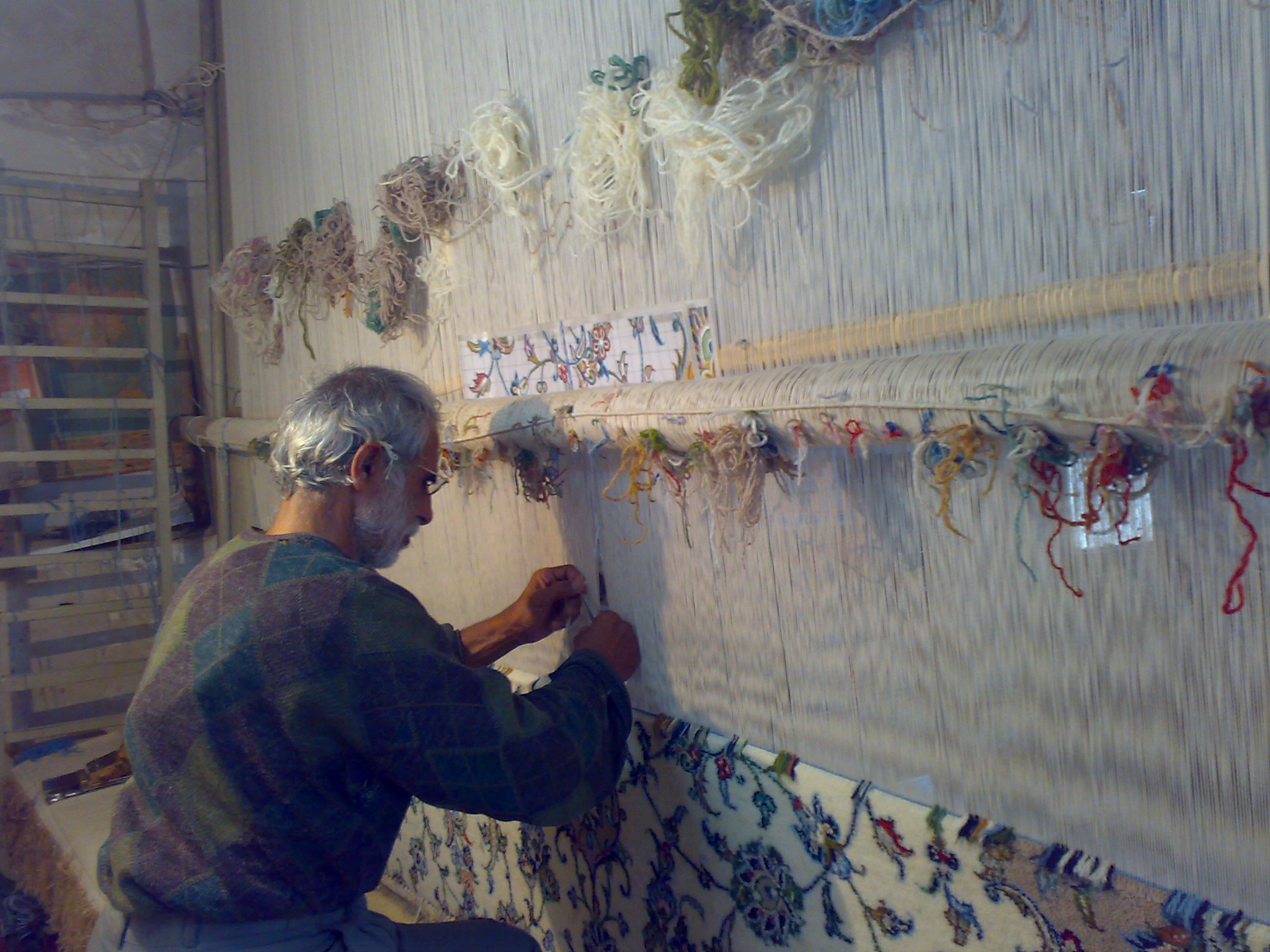
Ковроткачество

### Ковроткачество
— самое известное народное ремесло Ирана. Ковроткачество в Иране принимает разнообразные формы — существуют килимы (тканые гладкие двусторонние ковры ручной работы, как правило, небольшого размера) и полноразмерные ковры. Каждая провинция Ирана имеет собственный вид и способ производства ковров в уникальном стиле. Главными центрами ковроткачества считаются провинции Хамадан, Западный и Восточный Азербайджан и Ардебиль.

### Стеклоделие
(перс.  شیشه گری‎) — один из древнейших народных промыслов Ирана, который зародился еще в эпоху Ахаменидов. Считается, что иранцы позаимствовали искусство стеклоделия у шумеров. Главными центрами стеклоделия считаются провинции Исфахан и Фарс. Данное искусство в основном применяется для создания орси (перс.  ارسی‎) — больших витражных окон, которыми в Иране традиционно украшались дома дворян, дворцы шахов и мечети (ярчайший пример — мечеть Насер-оль-Мольк в Ширазе).